# Готовцов, Семён Степанович
Семён Степанович Готовцов (ок. 1769 — 8 (20) августа 1809 года) — генерал-майор, герой сражения при Прейсиш-Эйлау.
В военную службу вступил в 1776 году в армейскую пехоту.
В 1790 году произведён в секунд-майоры, в 1800 году — в полковники. 16 января 1806 года назначен командиром Пензенского мушкетёрского полка, однако менее чем через два месяца, 5 марта, был перемещён на должность полкового командира Азовского мушкетёрского полка.
Во главе Азовского полка Готовцов в 1806—1807 годах принимал участие в кампании против французов в Восточной Пруссии. 26 апреля 1807 года он был награждён орденом св. Георгия 4-й степени
В воздаяние отличного мужества и храбрости, оказанных в сражении против французских войск 26 и 27 января при Прейсиш-Эйлау, где, ударив с командуемым полком храбро в штыки на неприятельскую колонну, оную опрокинул, при чем и получил рану.
12 декабря 1807 года Готовцов был произведён в генерал-майоры. 11 ноября 1808 года он был уволен в отпуск для поправления здоровья.
3 января 1809 года Готовцов вернулся на службу и был назначен шефом Азовского мушкетёрского полка. Участвовал в русско-шведской войне 1808—1809 годов. 8 августа 1809 года (по старому стилю) был смертельно ранен в бою и умер в тот же день, был похоронен под городом Торнео, из списков исключён 2 сентября.

## Семья
Был женат с 15 января 1809 года на Александре Сергеевне Щулепниковой (1787—1866), которая позднее приняла постриг под именем Феофании и была игуменьей С-Петербургского Воскресенского женского монастыря. Её племянницами были: М. П. Леонтьева — начальница Смольного института благородных девиц; Е. П. Шипова — начальница женского Духовного училища в Ярославле; Н. П. Шипова — начальница женского училища в Царском селе.
Через три месяца после смерти Семёна Степановича его жена родила дочь Анну, но ребёнок умер спустя 4 года от болезни.